# V-Rally 3
V-Rally 3 es un videojuego de carreras perteneciente al género de rally lanzado en el año 2002, desarrollado por la empresa Eden Games. Es el tercer juego de la serie V-Rally y la secuela de V-Rally 2. 
El juego se centra en el modo de carrera única, donde el jugador corre contra los robots, de diversas manifestaciones en todo un sinnúmero de estaciones, para en última instancia, tratar de convertirse en el campeón. 
Por otra parte, el juego ofrece un modo de carrera rápida, donde el jugador puede jugar a ataques de tiempo en las etapas previstas por el juego o competir en uno de los cinco retos diferentes que ofrece. 
El juego cuenta con 24 pistas y 20 vehículos oficiales, incluyendo el Mitsubishi Lancer Evolution VII, el Subaru Impreza WRX '01 y (coche "buque insignia" del juego) Peugeot 206 WRC. Hay cuatro vehículos desbloqueables, que se pueden desbloquear una vez que el jugador ha alcanzado un objetivo (como reclamar el L Campeonato 2,0).

## Áreas y Pistas de Carrera
El juego cuenta con seis campos de regata (Finlandia, Suecia, Inglaterra, Francia, Kenia y Alemania), con cuatro pistas cada uno. Las pistas se pueden correr también en sentido contrario, lo que hace que la cantidad total de pistas 48. Cuando una pista de carreras se invierte, las condiciones climáticas de la pista pueden cambiar. 
Cada área tiene su superficie principal y para tener éxito en el juego, el jugador tiene que manejar a todos. La superficie dominante en el juego es de grava, y es la superficie principal en las áreas de Finlandia, Inglaterra y África. Francia y Alemania tienen asfalto como su superficie y Suecia es la única pista que se desarrolla sobre la nieve. En el modo de carrera cada área hace su propio mitin por 5 pistas escogidas al azar de la posible 8.

## Conductores
V-Rally 3 cuenta con 74 conductores de ficción y 6 conductores en el mundo real (un total de 80 conductores). Estos conductores compiten contra el jugador en el "Modo V-Rally", el modo carrera del juego. Cada vez que el jugador comienza un nuevo modo de carrera, un algoritmo aleatorio selecciona 31 de los conductores 80, 16 para el campeonato de 2,0 litros y 15 para el campeonato de 1,6 litros. Mientras que el jugador progresa de una temporada a otra, el juego cae automáticamente un conjunto aleatorio de los controladores desde el campeonato de 2,0 litros (furiosas desde 0 a los conductores a 6 conductores al final de cada temporada) y los reemplaza con nuevas "novatos", que compiten en el campeonato de 1,6 litros. Estos controladores no se pueden utilizar en el "Modo Arcade" del juego, a menos que se recrean con el reproductor en el modo de creación de conductor. 
Hay 6 conductores reales en el juego: Gilles Panizzi, Richard Burns, Carlos Sainz, Philippe Bugalski, Piero Liatti y Tommi Mäkinen. 
Si usted gana el Campeonato Liter 1,6, has ganado un coche de bonificación, el Mitsubishi Lancer Evo VI, un coche que aparece en todos los juegos anteriores de V-Rally. 
Hay otro coche de bonificación si usted gana el Campeonato Liter 2,0. Esta es la edición Subaru Impreza WRX '99, que también apareció en todos los juegos anteriores de V-Rally. 

## Recepción
En su lanzamiento, la revista Famitsu le dio a la versión de Game Boy Advance del juego, una calificación de 31 de un total de 40.